# George V van het Verenigd Koninkrijk
George Frederik Ernst Albert, Engels: George Frederick Ernest Albert (Marlborough House (Londen), 3 juni 1865 — Sandringham House (Norfolk), 20 januari 1936) was de eerste Britse monarch uit het Huis Windsor, dat hijzelf had gecreëerd uit de Britse tak van het Huis Saksen-Coburg en Gotha. Hij was koning van het Verenigd Koninkrijk en van de andere gebieden binnen het Britse Rijk, maar George was ook keizer van Indië en de eerste koning van de Ierse Vrijstaat. George regeerde vanaf 6 mei 1910, tijdens de Eerste Wereldoorlog (1914-1918) tot aan zijn dood in 1936.
Vanaf zijn 12e jaar diende George in de Royal Navy, maar toen zijn oudere broer, prins Albert, plotseling stierf, werd hij de troonopvolger en trouwde in 1893 zelfs met de verloofde van zijn broer, Mary van Teck, in haar familie beter bekend als "May", een bijnaam die ze had gekregen naar de maand van haar geboorte. Ook al reisden ze door het Britse Rijk, George bleef liever thuis bij zijn postzegelverzameling.
Toen zijn vader stierf, in 1910, werd hij de nieuwe koning-keizer. Hij was de enige keizer van Indië die aanwezig was bij zijn Delhi Durbar (de kroningsceremonie van de koning/koningin van het Verenigd Koninkrijk als keizer/keizerin van Indië). Tijdens deze ceremonie werd hij gekroond met de Imperial Crown of India, die speciaal was gemaakt voor de kroning. Aan het einde van de Eerste Wereldoorlog deed George afstand van al zijn Duitse titels en namen. Hij veranderde de Duitse naam Saksen-Coburg en Gotha in Windsor. George werd geplaagd door ziekte, vooral in zijn latere regeringsperiode. Hij werd na zijn dood opgevolgd door zijn oudste zoon Edward.

## Jeugd
George werd geboren op 3 juni 1865 te Marlborough House in Londen. Zijn vader was de Prins van Wales (de latere koning Edward VII), de oudste zoon van koningin Victoria en prins-gemaal Albert van Saksen-Coburg en Gotha. Zijn moeder was Alexandra van Denemarken (later koningin Alexandra), de oudste dochter van koning Christiaan IX van Denemarken en diens vrouw, koningin Louise van Hessen-Kassel. Als kleinzoon van koningin Victoria in mannelijke lijn, kreeg George de volgende titel bij zijn geboorte: Zijne Koninklijke Hoogheid Prins George van Wales.

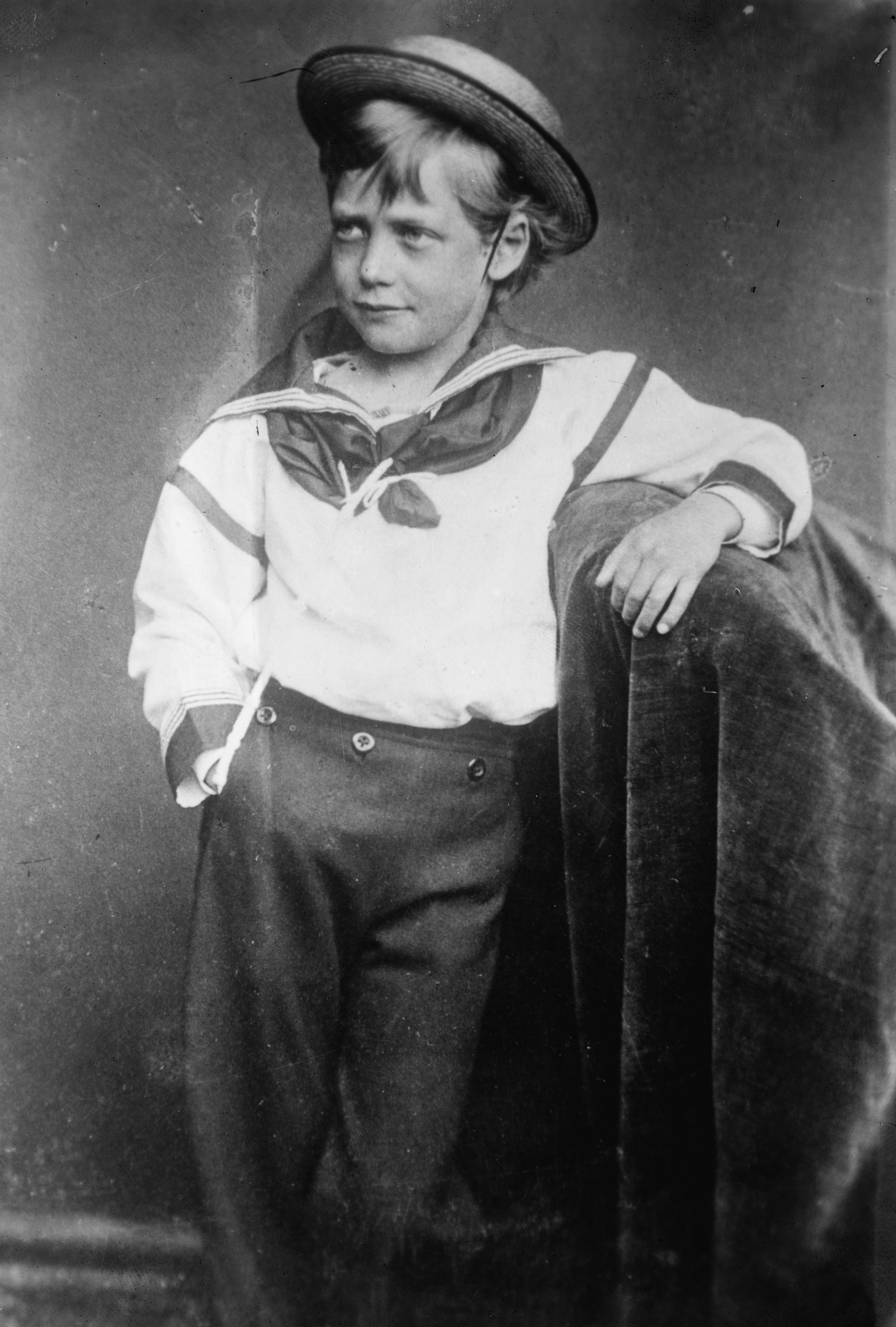
Prins George in 1870 op vijfjarige leeftijd

Hij werd op 7 juli 1865 gedoopt in de privékapel van Windsor Castle. Als jongere zoon van de prins van Wales werd er niet verwacht dat George ooit koning zou worden. Hij had namelijk een oudere broer, prins Albert, die als tweede in de lijn van troonopvolging stond, na zijn vader.
George werd zeventien maanden na zijn broer geboren. Er werd besloten om beide koninklijke prinsen samen te onderwijzen. Koningin Victoria wees John Neale Dalton aan als hun leraar. In september 1877 gingen ze samen een opleiding volgen op het schip HMS Britannia (vroeger de HMS Prince of Wales) op het Britannia Royal Naval College in Dartmouth. Hun vader zou ooit gezegd hebben dat de marine de beste training voor elke jongen zou zijn.
Drie jaar lang dienden de twee prinsen als midshipman op de HMS Bacchante, begeleid door Dalton. Ze maakten een rondreis door het Britse Rijk, waar ze de kolonies in de Caraïben, Zuid-Afrika en Australië bezochten. Ze maakten ook een stop in Norfolk (Virginia), de Middellandse Zee, Zuid-Amerika, het Verre Oosten en Egypte. In Japan liet George door een Japanse kunstenaar een blauw-rode draak op zijn arm tatoeëren. Dalton schreef een verslag van de reis. Toen de broers terugkwamen in het Verenigd Koninkrijk werden ze van elkaar gescheiden; Albert Victor ging naar het Trinity College in Cambridge en George zette zijn carrière bij de Royal Navy voort. Hij reisde over de wereld en bezocht vele delen van het Britse Rijk. Hij diende de marine tot aan zijn laatste bevel in 1891.

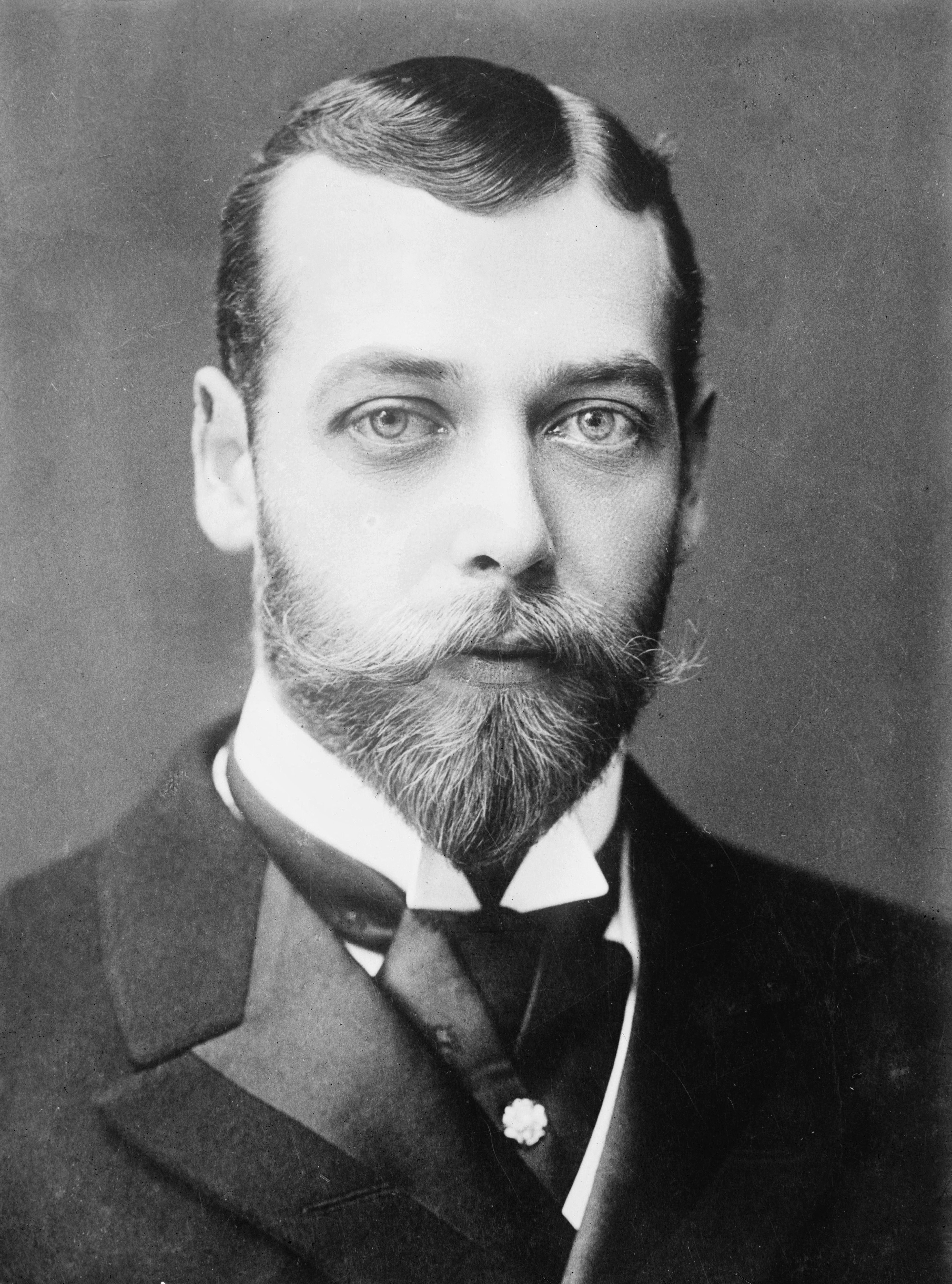
George, als Hertog van York in 1893

## Huwelijk
Als jongeman was hij bestemd voor de marine. Prins George diende vele jaren onder het gezag van zijn oom, prins Alfred, de hertog van Edinburgh, die was gestationeerd op Malta. Daar bouwde hij een goede band op en werd later verliefd op de dochter van prins Alfred, Marie. Zijn grootmoeder, vader en zijn oom gaven allen toestemming voor hun relatie. Maar de moeders, de prinses van Wales en de hertogin van Edinburgh, waren er beiden tegen. De prinses van Wales dacht dat de familie te pro-Duits was en de hertogin van Edinburgh had een afkeer van Engeland. Toen George een aanzoek deed, weigerde Marie, onder invloed van haar moeder. Ze werd later koningin van Roemenië.
In 1891 verloofde Albert Victor zich met prinses Mary van Teck (beter bekend als “May”), de enige dochter van prins Frans van Teck, de hertog van Teck en diens vrouw prinses Maria Adelheid van Cambridge. Zes weken later stierf Albert Victor aan een longontsteking. Hij liet George achter als volgende in de lijn van troonopvolging. George stopte bij de marine, omdat er van hem werd verwacht een meer politieke rol te gaan spelen.
Koningin Victoria zag prinses Mary nog steeds als een goede kandidaat voor een toekomstige koning. Daarom drong ze er bij George op aan om haar een aanzoek te doen. George deed dat en Mary accepteerde. Het huwelijk werd een groot succes.
Het huwelijk van George en Mary vond plaats op 6 juli 1893 in de Koninklijke Kapel van het St. James's Palace in Londen. The Times beweerde dat het volk in de war raakte, omdat ze niet goed wist wie nu de hertog van York was (later George V) en wie de tsarevitsj (later Nicolaas II) van Rusland was. Dit kwam doordat hun gezichten, baarden en kleding bijna hetzelfde waren.

## Prins van Wales
Als hertog en hertogin van York voerden George en Mary vele publieke functies uit. Toen koningin Victoria stierf, op 22 januari 1901, werd de vader van George de nieuwe koning als Edward VII. George erfde de titels Hertog van Cornwall en Hertog van Rothesay en voor de rest van het jaar werd George Zijne Koninklijke Hoogheid de Hertog van Cornwall en York genoemd. In 1901 maakten George en Mary een reis door het Britse Rijk en bezochten ze Australië, waar de hertog de eerste bijeenkomst van het Australische Parlement opende en het Commonwealth of Australia werd opgericht. Tijdens deze reis bezochten ze ook Zuid-Afrika, Canada en Nieuw-Zeeland. In Nieuw-Zeeland werd het Cornwall Park in Auckland naar hen vernoemd. Dit werd hun cadeau, geschonken door de toenmalige burgemeester van Auckland, John Logan Campbell.

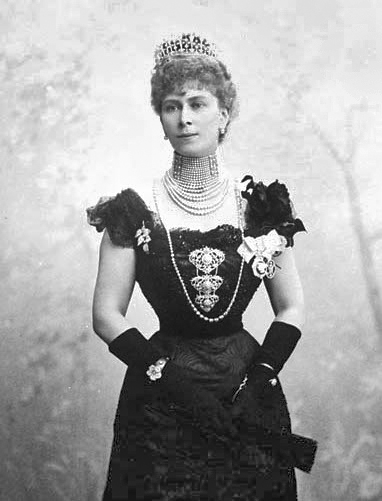
Prinses Victoria Mary van Teck, tijdens haar periode als prinses van Wales

Op 9 november 1901 kreeg George de titel prins van Wales en graaf van Chester. Koning Edward VII wilde dat zijn zoon meer voorbereiding en ervaring zou opdoen, voorafgaand aan zijn toekomstige rol in tegenstelling tot Edward zelf, die door koningin Victoria werd uitgesloten van de politieke zaken. George kreeg ruime toegang tot de staatszaken, documenten en stukken door zijn vader. George op zijn beurt gaf zijn vrouw toegang tot zijn documenten, want hij waardeerde haar zeer en vertrouwde zeer veel op haar mening. Mary schreef meestal de toespraken van haar echtgenoot.

## Regering
Op 6 mei 1910 stierf koning Edward VII en George besteeg de troon met Mary aan zijn zijde. George had nooit van de officiële naam “Victoria Mary” van zijn vrouw gehouden en hij drong er bij haar op aan om een van de twee namen te laten vallen. Zij vond zelf dat ze niet als koningin Victoria bekend kon worden en dus werd ze koningin Mary. Hun kroning vond plaats op 22 juni 1911 in de Westminster Abbey. Later dat jaar reisden George en Mary naar Brits-Indië voor de Delhi Durbar (de kroning tot keizer en keizerin) op 12 december. Tijdens de ceremonie droeg George de nieuwe keizerlijke kroon van Indië. Later reisden de keizer en keizerin door Indië, om hun nieuwe onderdanen te bezoeken. George nam ook de kans om op tijgers te jagen (uiteindelijk doodde hij er 21). Op 18 december 1913 schoot George meer dan duizend fazanten dood in zes uur, op het erf van Lord Burnham. George zei later: 
“we went a little far that day”
 (vertaling: We gingen een beetje te ver die dag).

### Eerste Wereldoorlog

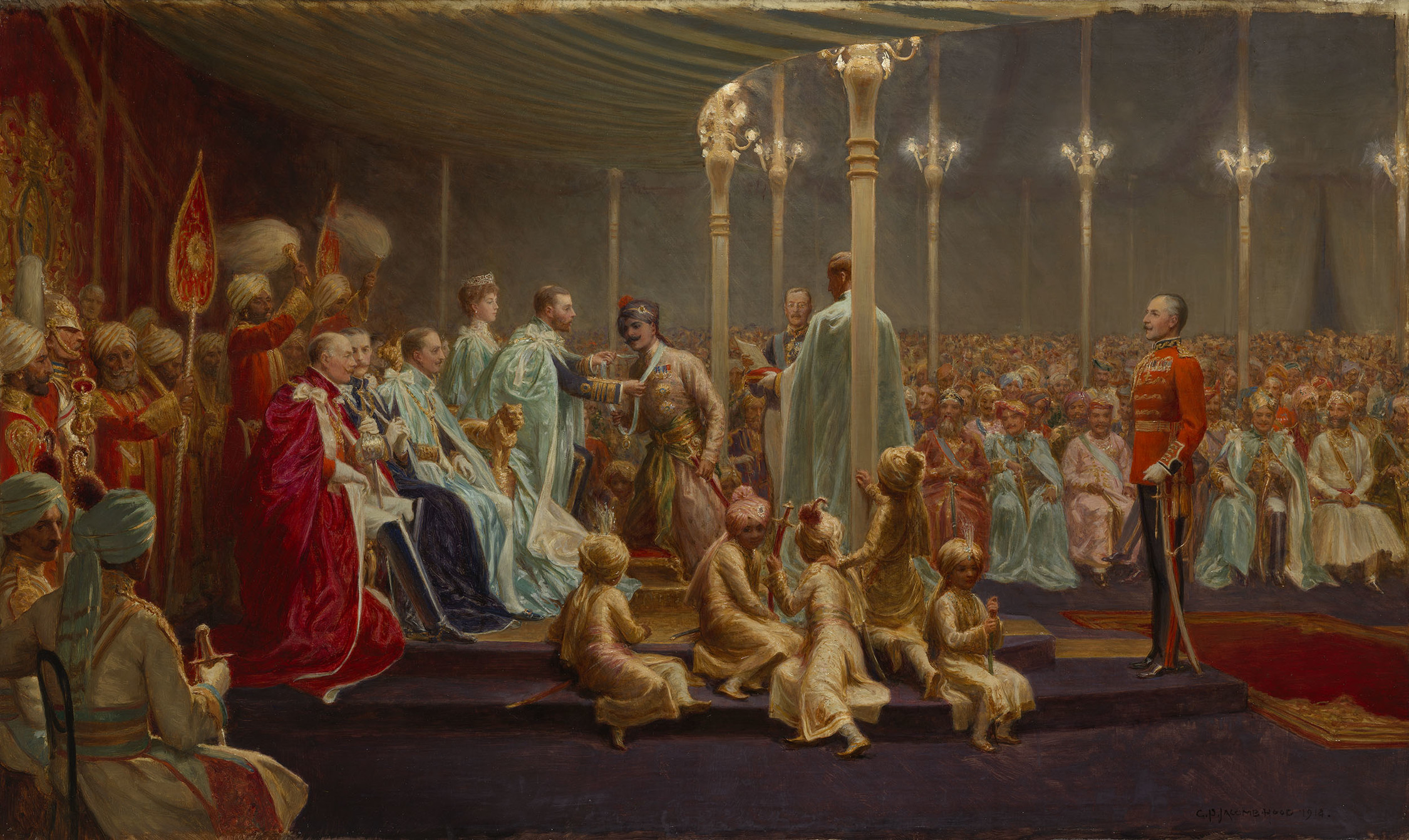
Koning George verleent de Star of India

Van 1914 tot 1918 was Groot-Brittannië in oorlog met het Duitse Keizerrijk. De Duitse keizer Wilhelm II, die voor het Britse publiek het symbool werd voor alle verschrikkingen van de oorlog, was een neef van koning George. Koningin Mary, hoewel Brits net zoals haar moeder, was een dochter van de hertog van Teck, een nakomeling van het Duitse koninklijke geslacht Württemberg.
De koninklijke grootvader aan vaderskant was prins-gemaal Albert van Saksen-Coburg en Gotha en daardoor droegen de koning en zijn kinderen de titels Prins en Prinses van Saksen-Coburg en Gotha en hadden ze de titel Hertog en Hertogin van Saksen. De koning had zwagers en neven die Brits waren maar die Duitse titels hadden zoals de Hertog en Hertogin van Teck, de Prins en Prinses van Battenberg, de Prins en Prinses van Hessen-Darmstadt en de Prins en Prinses van Sleeswijk-Holstein-Sonderburg-Augustenburg. De schrijver H.G. Wells schreef over het "vol vreemdelingen en weinig enthousiasmerende hof", waarop George de volgende beroemde zin antwoordde: "Ik mag dan weinig enthousiasmerend zijn, maar ik verdoem nog liever dan dat ik een vreemdeling ben."
Op 17 juli 1917 riep George V de Order in Council in het leven die de naam van het Britse koninklijke huis veranderde van het Duits klinkende Saksen-Coburg en Gotha in het Huis Windsor, onder andere ook om de Britse nationalistische gevoelens te sussen. De nieuwe achternaam is bedoeld voor alle nakomelingen van koningin Victoria die woonachtig waren in het Verenigd Koninkrijk, met uitzondering van de vrouwen die getrouwd waren met andere families en hun nakomelingen.

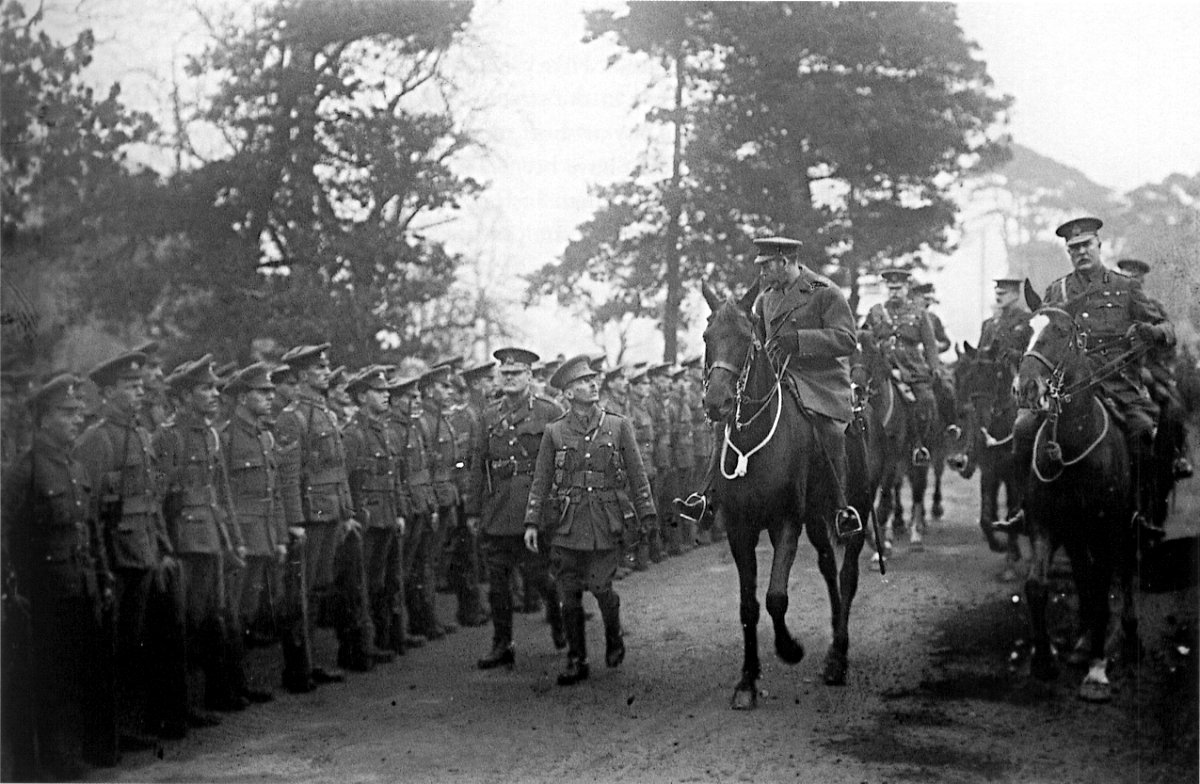
Koning George V inspecteert de Britse troepen tijdens de Eerste Wereldoorlog in maart 1915

Tot slot deed George afstand van het gebruik van alle Duitse titels en nam hij enkel Brits klinkende achternamen en titels aan. George compenseerde meerdere van zijn mannelijke familieleden door hen Britse titels te geven en ze toe te laten tot de Britse adel. Een neef van hem, prins Lodewijk Alexander van Battenberg, werd in 1917 Lodewijk Alexander Mountbatten, eerste markies van Milford Haven, en zijn zwager Adolf van Teck werd nu Adolphus, eerste markies van Cambridge. Anderen zoals prinses Marie Louise van Sleeswijk-Holstein-Sonderburg-Augustenburg en prinses Helena Victoria van Sleeswijk-Holstein-Sonderburg-Augustenburg maakten gewoonweg geen gebruik meer van hun territoriale benamingen. De koning kende de titel Zijne (of Hare) Koninklijke Hoogheid en de titel Prins (of Prinses) van Groot-Brittannië en Ierland enkel toe aan de kinderen van de monarch en aan de kinderen van de zonen van de monarch en de oudste levende zoon van de oudste levende zoon van een prins van Wales.
Familieleden van de Britse koninklijke familie die vochten aan de Duitse kant, zoals prins Ernst August van Hannover, derde hertog van Cumberland en Teviotdale (een nakomeling in mannelijke lijn van koning George III) en prins Karel Eduard, hertog van Albany en van Saksen-Coburg en Gotha (een kleinzoon in mannelijke lijn van koningin Victoria), werden gewoonweg uit de Britse adel gehaald. Een raad die in 1919 werd opgericht bekrachtigde dit feit. George verwijderde ook hun Kousenband-vlaggen uit de St George's Chapel in Windsor Castle onder druk van zijn moeder, koningin Alexandra.
Toen tsaar Nicolaas II van Rusland, een neef van George via zijn moeder, koningin Alexandra (de moeder van Nicolaas II was tsarina Maria Fjodorovna, de zuster van koningin Alexandra) omwille van Russische Revolutie in 1917 onttroond werd, bood de Britse regering de tsaar en zijn familie asiel aan in Engeland. Maar de dreigende houding van het Britse volk en de vrees dat een soortgelijke revolutie misschien zou plaatsvinden in Groot-Brittannië hebben er bij George toe geleid om te denken dat de aanwezigheid van de tsaar en zijn familie misschien niet gepast zou lijken bij de toenmalige omstandigheden. Louis Mountbatten, eerste graaf Mountbatten van Birma, beweerde dat David Lloyd George, de eerste minister, tegen een reddingspoging was van de Romanovs. Notities van Lord Stamfordham, de privésecretaris van de koning, suggereren dat koning George V tegen de redding was ondanks het advies van Lloyd George. Grote plannen voor een redding werden ondernomen door de MI1, een onderdeel van de Britse inlichtingenorganisatie, maar door de steeds krachtiger wordende positie van de bolsjewieken en grotere moeilijkheden met het verloop van de oorlog, werd er besloten om de plannen van MI1 niet door te laten gaan. De tsaar en zijn gezin bleven dus in Rusland. In de nacht van 16 op 17 juli 1918 werden de tsaar en zijn gezin en enkele bedienden door de bolsjewieken in Jekaterinenburg vermoord. Het afschuwelijke nieuws werd door lord Stamfordham verteld. Op het moment dat lord Stamfordham het de koning vertelde was hij op Sandringham House. Het jaar daarop werden Maria Fjodorovna, de tante van George, en andere leden van de Russische keizerlijke familie gered door Britse schepen van de Krim.
Twee maanden na het eind van de oorlog stierf de jongste zoon van de koning, prins John, op de leeftijd van dertien jaar. Prins John had epilepsie en een zeer slechte gezondheid. George kreeg het nieuws te horen van zijn vrouw. De koninklijke familie was zeer geschokt door de dood van John. "Mijn oudste zoons waren veilig teruggekomen uit de oorlog, wie had er gedacht dat het John zou zijn?", vertelde koningin Mary aan Charlotte Bill. Koningin Mary schreef aan George: 
John had been a great anxiety to us for many years… The first break in the family circle is hard to bear but people have been so kind & sympathetic & this has helped us much.
 (Vertaald: "John was een grote angst bij ons voor vele jaren... De eerste breuk in de familiekring is moeilijk te dragen maar de mensen zijn zo vriendelijk en meelevend en dit heeft ons zeer geholpen.").
De dood van John was zeer moeilijk voor het vijfde kind van George, prins George van Kent, in de familie beter bekend als Georgie, die een zeer goede band had met John.

## Latere leven
Tijdens en na de Eerste Wereldoorlog vielen vele koningshuizen binnen Europa: niet alleen in Rusland maar ook in Oostenrijk, Duitsland en Griekenland terwijl Spanje werd getroffen door een revolutie. De meeste van deze landen werden geregeerd door familieleden van George. In 1922 werd een schip van de Royal Navy naar Griekenland gestuurd om daar zijn neef, prins Andreas van Griekenland, (een zoon van koning George I) en zijn nicht prinses Alice van Battenberg (een dochter van prins Lodewijk Alexander van Battenberg, hij kreeg in 1917 titels in de Britse adel) en hun kinderen onder wie prins Philip, te redden. Philip zou later trouwen met een kleindochter van George, de latere koningin Elizabeth II. Kort voor de dood van George V in 1936 werd de Griekse monarchie in ere hersteld onder koning George II.

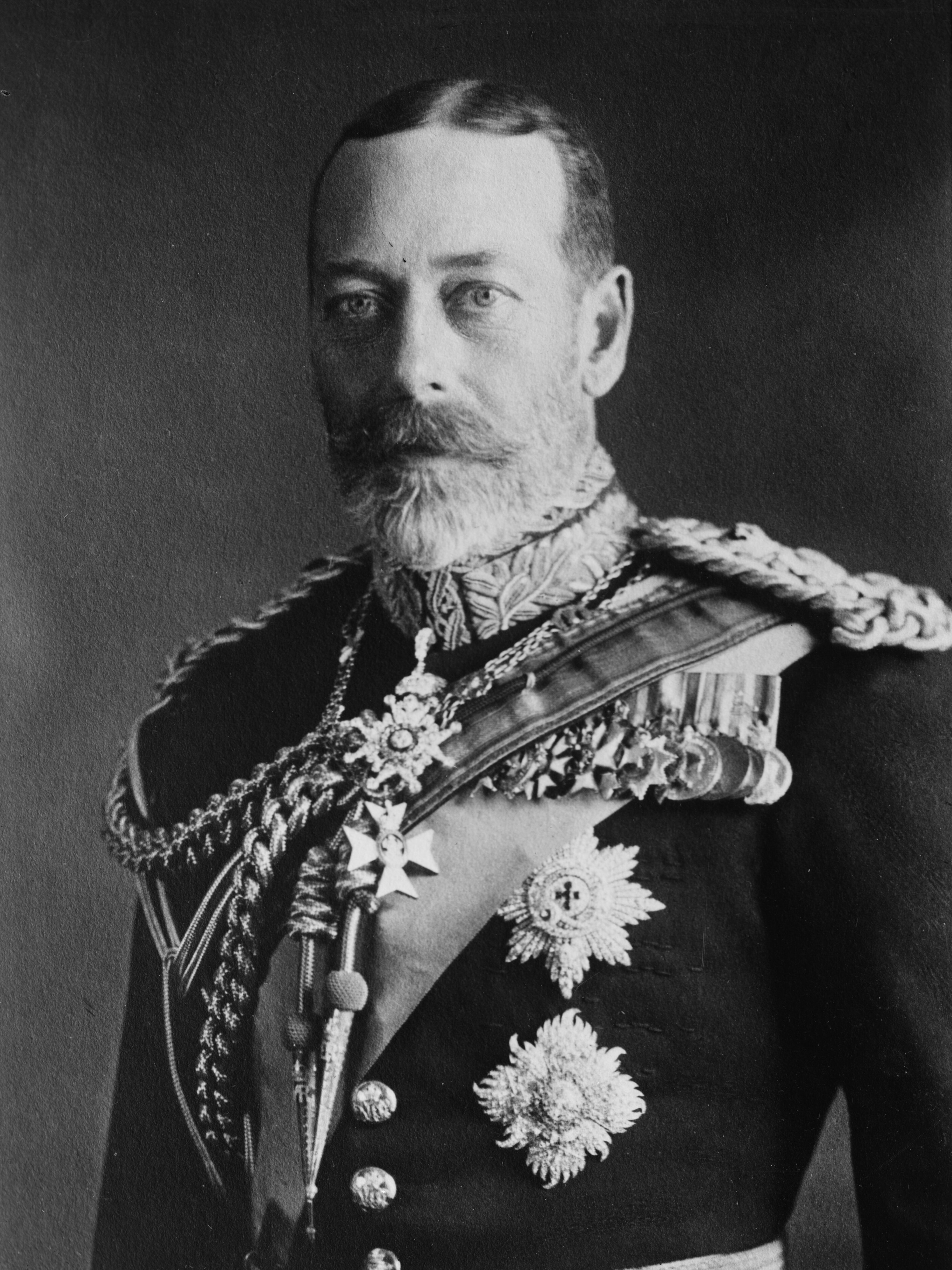
Koning George V in 1923

In zijn latere leven werd de relatie tussen George en zijn erfgenaam, prins Edward, slechter. George was teleurgesteld in Edward, omdat hij nog steeds geen geschikte vrouw had gevonden en keurde zijn relaties met getrouwde vrouwen niet goed. Hij was niet erg blij met het idee dat Edward de troon zou erven. George had juist een goede relatie met zijn tweede zoon, prins Albert (later George VI). En hij was zeer gesteld op zijn kleindochter, prinses Elizabeth, die hij de bijnaam "Lilibet" gaf. Zij op haar beurt noemde haar grootvader liefkozend "Grandpa England". George zei het volgende over zijn zoon Edward: 
After I am dead, the boy will ruin himself within twelve months
 (Vertaald: "Nadat ik dood ben, zal de jongen zichzelf ruïneren binnen twaalf maanden"
, en over Albert en Elizabeth zei hij: 
I pray to God my eldest son will never marry and have children, and that nothing will come between Bertie and Lilibet and the throne. 
(Vertaald: "Ik bid tot God dat mijn oudste zoon nooit zal trouwen en dat niets in de weg zal staan tussen Bertie (Albert) en Lilibet (Elizabeth) en de troon.").

## Overlijden
De Eerste Wereldoorlog had zijn tol geëist van Georges gezondheid en omdat hij een zware roker was, had hij zeer veel last van ademhalingsproblemen. Hij leed aan emfyseem, bronchitis, COPD en pleuritis. In 1928 werd hij ernstig ziek en voor de twee daaropvolgende jaren werden zijn publieke functies door zijn oudste zoon David overgenomen. De koning trok zich vooralsnog tijdelijk terug en ging voor een vakantie naar Bognor Regis in West Sussex.
De koning herstelde niet volledig. In de avond van 15 januari 1936 ging de koning naar bed in Sandringham House en klaagde over een verkoudheid, hij zou zijn slaapkamer niet meer levend verlaten. Hij werd geleidelijk zwakker, soms was hij niet bij bewustzijn. De koning stierf op 20 januari 1936, nadat de arts, de toekomstige baron Dawson of Penn, hem een injectie gaf met morfine en cocaïne die zijn dood waarschijnlijk versnelden. Er was sprake van euthanasie, de hofarts stond ook in het openbaar debat niet afwijzend tegenover een zachte dood, ook niet wanneer het leven daardoor iets werd verkort. Het hof wilde de dood van de koning beslist in de koningsgezinde ochtendkranten gepubliceerd zien. De laatste woorden van de koning waren "God damn you", maar in de pers werd geschreven dat hij "How is the Empire?" had gevraagd.
George stierf om 23.55 uur op 70-jarige leeftijd en werd op 28 januari bijgezet in de St George's Chapel in Windsor Castle.
George V werd opgevolgd door zijn oudste zoon David, die koning werd onder de naam Edward VIII. Minder dan een jaar later deed David afstand van de troon om te kunnen trouwen met Wallis Simpson. Toen werd de tweede zoon van George, Albert, de nieuwe koning. Uit respect voor zijn vader nam Albert de naam George aan als koning en werd koning als George VI.
Zijn echtgenote overleed in 1953 op 85-jarige leeftijd.

## Kinderen
Het elkaar zeer toegewijde echtpaar kreeg zes kinderen, vijf zoons en één dochter:
| Naam                                                                        | Foto | Geboren          | Overleden        | Huwelijk |
| --------------------------------------------------------------------------- | ---- | ---------------- | ---------------- | --- |
| David Prins van Wales Koning van het Verenigd Koninkrijk, Keizer van Indië  |      | 23 juni 1894     | 28 mei 1972      | Regeerde als Edward VIII. Was tijdens zijn regering niet gehuwd. Huwde na abdicatie in 1937 met Wallis Simpson.   |
| Albert Hertog van York Koning van het Verenigd Koninkrijk, Keizer van Indië |      | 14 december 1895 | 6 februari 1952  | Regeerde als George VI. Huwde in 1923 Elizabeth Bowes-Lyon. Werd in 1936 koning. Vader van koningin Elizabeth II. |
| Mary Princess Royal Gravin van Harewood                                     |      | 25 april 1897    | 28 maart 1965    | Huwde in 1922 Henry Lascelles, graaf van Harewood.                                                                |
| Henry Hertog van Gloucester                                                 |      | 31 maart 1900    | 10 juni 1974     | Huwde in 1935 Alice Christabel Montagu-Douglas-Scott. Werd vader van Richard van Gloucester.                      |
| George Hertog van Kent                                                      |      | 20 december 1902 | 25 augustus 1942 | Huwde in 1934 met Marina van Griekenland en Denemarken. Werd vader van Edward Windsor.                            |
| John Prins van het Verenigd Koninkrijk                                      |      | 12 juli 1905     | 18 januari 1919  | De prins had epilepsie. Hij werd grotendeels voor het publieke oog verborgen.                                     |

Het echtpaar was verwant aan elkaar. Beiden waren afstammelingen van koning George III. George V was een achterkleinzoon van de zoon van George III, Eduard, en Mary was een kleindochter van Edwards broer, Adolf.

## Titels
- Zijne Koninklijke Hoogheid Prins George van Wales (1865-1892)
- Zijne Koninklijke Hoogheid de Hertog van York (1892-1901)
- Zijne Koninklijke Hoogheid de Hertog van Cornwall en York (1901)
- Zijne Koninklijke Hoogheid de Prins van Wales (1901-1910)
  - Zijne Koninklijke Hoogheid de Hertog van Rothesay (1901-1910), de titel in Schotland
- Zijne Majesteit de Koning (1910-1936)
  - Zijne Majesteit de Keizer (1910-1936), de titel in Indië.

## Kwartierstaat (voorouders)
| Ernst I van Saksen-Coburg en Gotha (1784-1844) | Ernst I van Saksen-Coburg en Gotha (1784-1844) | Ernst I van Saksen-Coburg en Gotha (1784-1844) | Ernst I van Saksen-Coburg en Gotha (1784-1844) | Ernst I van Saksen-Coburg en Gotha (1784-1844) | Ernst I van Saksen-Coburg en Gotha (1784-1844) | Louise van Saksen-Gotha-Altenburg (1800-1831) | Louise van Saksen-Gotha-Altenburg (1800-1831) | Louise van Saksen-Gotha-Altenburg (1800-1831) | Louise van Saksen-Gotha-Altenburg (1800-1831) | Louise van Saksen-Gotha-Altenburg (1800-1831)      | Louise van Saksen-Gotha-Altenburg (1800-1831)      |                                                    |                                                    | Eduard August van Kent (1767-1820)                 | Eduard August van Kent (1767-1820)                 | Eduard August van Kent (1767-1820)               | Eduard August van Kent (1767-1820)               | Eduard August van Kent (1767-1820)               | Eduard August van Kent (1767-1820)               | Victoire van Saksen-Coburg-Saalfeld ((1786-1861) | Victoire van Saksen-Coburg-Saalfeld ((1786-1861) | Victoire van Saksen-Coburg-Saalfeld ((1786-1861) | Victoire van Saksen-Coburg-Saalfeld ((1786-1861) | Victoire van Saksen-Coburg-Saalfeld ((1786-1861) | Victoire van Saksen-Coburg-Saalfeld ((1786-1861) |  |  | Frederik Willem van Sleeswijk-Holstein-Sonderburg-Glücksburg (1785-1831) | Frederik Willem van Sleeswijk-Holstein-Sonderburg-Glücksburg (1785-1831) | Frederik Willem van Sleeswijk-Holstein-Sonderburg-Glücksburg (1785-1831) | Frederik Willem van Sleeswijk-Holstein-Sonderburg-Glücksburg (1785-1831) | Frederik Willem van Sleeswijk-Holstein-Sonderburg-Glücksburg (1785-1831) | Frederik Willem van Sleeswijk-Holstein-Sonderburg-Glücksburg (1785-1831) | Louise Caroline van Hesse-Kassel (1789-1867) | Louise Caroline van Hesse-Kassel (1789-1867) | Louise Caroline van Hesse-Kassel (1789-1867) | Louise Caroline van Hesse-Kassel (1789-1867) | Louise Caroline van Hesse-Kassel (1789-1867) | Louise Caroline van Hesse-Kassel (1789-1867) |                                      |                                      | Willem van Hessen-Kassel (1787-1867) | Willem van Hessen-Kassel (1787-1867) | Willem van Hessen-Kassel (1787-1867)                  | Willem van Hessen-Kassel (1787-1867)                  | Willem van Hessen-Kassel (1787-1867)                  | Willem van Hessen-Kassel (1787-1867)                  | Louise Charlotte van Denemarken (1789-1864)           | Louise Charlotte van Denemarken (1789-1864)           | Louise Charlotte van Denemarken (1789-1864) | Louise Charlotte van Denemarken (1789-1864) | Louise Charlotte van Denemarken (1789-1864) | Louise Charlotte van Denemarken (1789-1864) |  |  |  |  |  |  |  |  |  |  |  |  |  |  |  |  |  |  |  |  |  |  |  |  |  |  |  |  |  |  |  |  |  |  |  |  |  |  |  |  |  |  |  |  |  |  |  |  |
| Ernst I van Saksen-Coburg en Gotha (1784-1844) | Ernst I van Saksen-Coburg en Gotha (1784-1844) | Ernst I van Saksen-Coburg en Gotha (1784-1844) | Ernst I van Saksen-Coburg en Gotha (1784-1844) | Ernst I van Saksen-Coburg en Gotha (1784-1844) | Ernst I van Saksen-Coburg en Gotha (1784-1844) | Louise van Saksen-Gotha-Altenburg (1800-1831) | Louise van Saksen-Gotha-Altenburg (1800-1831) | Louise van Saksen-Gotha-Altenburg (1800-1831) | Louise van Saksen-Gotha-Altenburg (1800-1831) | Louise van Saksen-Gotha-Altenburg (1800-1831)      | Louise van Saksen-Gotha-Altenburg (1800-1831)      |                                                    |                                                    | Eduard August van Kent (1767-1820)                 | Eduard August van Kent (1767-1820)                 | Eduard August van Kent (1767-1820)               | Eduard August van Kent (1767-1820)               | Eduard August van Kent (1767-1820)               | Eduard August van Kent (1767-1820)               | Victoire van Saksen-Coburg-Saalfeld ((1786-1861) | Victoire van Saksen-Coburg-Saalfeld ((1786-1861) | Victoire van Saksen-Coburg-Saalfeld ((1786-1861) | Victoire van Saksen-Coburg-Saalfeld ((1786-1861) | Victoire van Saksen-Coburg-Saalfeld ((1786-1861) | Victoire van Saksen-Coburg-Saalfeld ((1786-1861) |  |  | Frederik Willem van Sleeswijk-Holstein-Sonderburg-Glücksburg (1785-1831) | Frederik Willem van Sleeswijk-Holstein-Sonderburg-Glücksburg (1785-1831) | Frederik Willem van Sleeswijk-Holstein-Sonderburg-Glücksburg (1785-1831) | Frederik Willem van Sleeswijk-Holstein-Sonderburg-Glücksburg (1785-1831) | Frederik Willem van Sleeswijk-Holstein-Sonderburg-Glücksburg (1785-1831) | Frederik Willem van Sleeswijk-Holstein-Sonderburg-Glücksburg (1785-1831) | Louise Caroline van Hesse-Kassel (1789-1867) | Louise Caroline van Hesse-Kassel (1789-1867) | Louise Caroline van Hesse-Kassel (1789-1867) | Louise Caroline van Hesse-Kassel (1789-1867) | Louise Caroline van Hesse-Kassel (1789-1867) | Louise Caroline van Hesse-Kassel (1789-1867) |                                      |                                      | Willem van Hessen-Kassel (1787-1867) | Willem van Hessen-Kassel (1787-1867) | Willem van Hessen-Kassel (1787-1867)                  | Willem van Hessen-Kassel (1787-1867)                  | Willem van Hessen-Kassel (1787-1867)                  | Willem van Hessen-Kassel (1787-1867)                  | Louise Charlotte van Denemarken (1789-1864)           | Louise Charlotte van Denemarken (1789-1864)           | Louise Charlotte van Denemarken (1789-1864) | Louise Charlotte van Denemarken (1789-1864) | Louise Charlotte van Denemarken (1789-1864) | Louise Charlotte van Denemarken (1789-1864) |  |  |  |  |  |  |  |  |  |  |  |  |  |  |  |  |  |  |  |  |  |  |  |  |  |  |  |  |  |  |  |  |  |  |  |  |  |  |  |  |  |  |  |  |  |  |  |  |
|                                                |                                                |                                                |                                                |                                                |                                                |                                               |                                               |                                               |                                               |                                                    |                                                    |                                                    |                                                    |                                                    |                                                    |                                                  |                                                  |                                                  |                                                  |                                                  |                                                  |                                                  |                                                  |                                                  |                                                  |  |  |                                                                          |                                                                          |                                                                          |                                                                          |                                                                          |                                                                          |                                              |                                              |                                              |                                              |                                              |                                              |                                      |                                      |                                      |                                      |                                                       |                                                       |                                                       |                                                       |                                                       |                                                       |                                             |                                             |                                             |                                             |  |  |  |  |  |  |  |  |  |  |  |  |  |  |  |  |  |  |  |  |  |  |  |  |  |  |  |  |  |  |  |  |  |  |  |  |  |  |  |  |  |  |  |  |  |  |  |  |
|                                                |                                                |                                                |                                                | Albert van Saksen-Coburg en Gotha (1819-1861)  | Albert van Saksen-Coburg en Gotha (1819-1861)  | Albert van Saksen-Coburg en Gotha (1819-1861) | Albert van Saksen-Coburg en Gotha (1819-1861) | Albert van Saksen-Coburg en Gotha (1819-1861) | Albert van Saksen-Coburg en Gotha (1819-1861) |                                                    |                                                    |                                                    |                                                    |                                                    |                                                    | Victoria van het Verenigd Koninkrijk (1819-1901) | Victoria van het Verenigd Koninkrijk (1819-1901) | Victoria van het Verenigd Koninkrijk (1819-1901) | Victoria van het Verenigd Koninkrijk (1819-1901) | Victoria van het Verenigd Koninkrijk (1819-1901) | Victoria van het Verenigd Koninkrijk (1819-1901) |                                                  |                                                  |                                                  |                                                  |  |  |                                                                          |                                                                          |                                                                          |                                                                          | Christiaan IX van Denemarken (1818-1906)                                 | Christiaan IX van Denemarken (1818-1906)                                 | Christiaan IX van Denemarken (1818-1906)     | Christiaan IX van Denemarken (1818-1906)     | Christiaan IX van Denemarken (1818-1906)     | Christiaan IX van Denemarken (1818-1906)     |                                              |                                              |                                      |                                      |                                      |                                      | Louise van Hessen-Kassel (1817-1898)                  | Louise van Hessen-Kassel (1817-1898)                  | Louise van Hessen-Kassel (1817-1898)                  | Louise van Hessen-Kassel (1817-1898)                  | Louise van Hessen-Kassel (1817-1898)                  | Louise van Hessen-Kassel (1817-1898)                  |                                             |                                             |                                             |                                             |  |  |  |  |  |  |  |  |  |  |  |  |  |  |  |  |  |  |  |  |  |  |  |  |  |  |  |  |  |  |  |  |  |  |  |  |  |  |  |  |  |  |  |  |  |  |  |  |
|                                                |                                                |                                                |                                                | Albert van Saksen-Coburg en Gotha (1819-1861)  | Albert van Saksen-Coburg en Gotha (1819-1861)  | Albert van Saksen-Coburg en Gotha (1819-1861) | Albert van Saksen-Coburg en Gotha (1819-1861) | Albert van Saksen-Coburg en Gotha (1819-1861) | Albert van Saksen-Coburg en Gotha (1819-1861) |                                                    |                                                    |                                                    |                                                    |                                                    |                                                    | Victoria van het Verenigd Koninkrijk (1819-1901) | Victoria van het Verenigd Koninkrijk (1819-1901) | Victoria van het Verenigd Koninkrijk (1819-1901) | Victoria van het Verenigd Koninkrijk (1819-1901) | Victoria van het Verenigd Koninkrijk (1819-1901) | Victoria van het Verenigd Koninkrijk (1819-1901) |                                                  |                                                  |                                                  |                                                  |  |  |                                                                          |                                                                          |                                                                          |                                                                          | Christiaan IX van Denemarken (1818-1906)                                 | Christiaan IX van Denemarken (1818-1906)                                 | Christiaan IX van Denemarken (1818-1906)     | Christiaan IX van Denemarken (1818-1906)     | Christiaan IX van Denemarken (1818-1906)     | Christiaan IX van Denemarken (1818-1906)     |                                              |                                              |                                      |                                      |                                      |                                      | Louise van Hessen-Kassel (1817-1898)                  | Louise van Hessen-Kassel (1817-1898)                  | Louise van Hessen-Kassel (1817-1898)                  | Louise van Hessen-Kassel (1817-1898)                  | Louise van Hessen-Kassel (1817-1898)                  | Louise van Hessen-Kassel (1817-1898)                  |                                             |                                             |                                             |                                             |  |  |  |  |  |  |  |  |  |  |  |  |  |  |  |  |  |  |  |  |  |  |  |  |  |  |  |  |  |  |  |  |  |  |  |  |  |  |  |  |  |  |  |  |  |  |  |  |
|                                                |                                                |                                                |                                                |                                                |                                                |                                               |                                               |                                               |                                               | Edward VII van het Verenigd Koninkrijk (1841-1910) | Edward VII van het Verenigd Koninkrijk (1841-1910) | Edward VII van het Verenigd Koninkrijk (1841-1910) | Edward VII van het Verenigd Koninkrijk (1841-1910) | Edward VII van het Verenigd Koninkrijk (1841-1910) | Edward VII van het Verenigd Koninkrijk (1841-1910) |                                                  |                                                  |                                                  |                                                  |                                                  |                                                  |                                                  |                                                  |                                                  |                                                  |  |  |                                                                          |                                                                          |                                                                          |                                                                          |                                                                          |                                                                          |                                              |                                              |                                              |                                              | Alexandra van Denemarken (1844-1925)         | Alexandra van Denemarken (1844-1925)         | Alexandra van Denemarken (1844-1925) | Alexandra van Denemarken (1844-1925) | Alexandra van Denemarken (1844-1925) | Alexandra van Denemarken (1844-1925) |                                                       |                                                       |                                                       |                                                       |                                                       |                                                       |                                             |                                             |                                             |                                             |  |  |  |  |  |  |  |  |  |  |  |  |  |  |  |  |  |  |  |  |  |  |  |  |  |  |  |  |  |  |  |  |  |  |  |  |  |  |  |  |  |  |  |  |  |  |  |  |
|                                                |                                                |                                                |                                                |                                                |                                                |                                               |                                               |                                               |                                               | Edward VII van het Verenigd Koninkrijk (1841-1910) | Edward VII van het Verenigd Koninkrijk (1841-1910) | Edward VII van het Verenigd Koninkrijk (1841-1910) | Edward VII van het Verenigd Koninkrijk (1841-1910) | Edward VII van het Verenigd Koninkrijk (1841-1910) | Edward VII van het Verenigd Koninkrijk (1841-1910) |                                                  |                                                  |                                                  |                                                  |                                                  |                                                  |                                                  |                                                  |                                                  |                                                  |  |  |                                                                          |                                                                          |                                                                          |                                                                          |                                                                          |                                                                          |                                              |                                              |                                              |                                              | Alexandra van Denemarken (1844-1925)         | Alexandra van Denemarken (1844-1925)         | Alexandra van Denemarken (1844-1925) | Alexandra van Denemarken (1844-1925) | Alexandra van Denemarken (1844-1925) | Alexandra van Denemarken (1844-1925) |                                                       |                                                       |                                                       |                                                       |                                                       |                                                       |                                             |                                             |                                             |                                             |  |  |  |  |  |  |  |  |  |  |  |  |  |  |  |  |  |  |  |  |  |  |  |  |  |  |  |  |  |  |  |  |  |  |  |  |  |  |  |  |  |  |  |  |  |  |  |  |
|                                                |                                                |                                                |                                                |                                                |                                                |                                               |                                               |                                               |                                               |                                                    |                                                    |                                                    |                                                    |                                                    |                                                    |                                                  |                                                  |                                                  |                                                  |                                                  |                                                  |                                                  |                                                  |                                                  |                                                  |  |  |                                                                          |                                                                          |                                                                          |                                                                          |                                                                          |                                                                          |                                              |                                              |                                              |                                              |                                              |                                              |                                      |                                      |                                      |                                      |                                                       |                                                       |                                                       |                                                       |                                                       |                                                       |                                             |                                             |                                             |                                             |  |  |  |  |  |  |  |  |  |  |  |  |  |  |  |  |  |  |  |  |  |  |  |  |  |  |  |  |  |  |  |  |  |  |  |  |  |  |  |  |  |  |  |  |  |  |  |  |
|                                                |                                                |                                                |                                                |                                                |                                                |                                               |                                               |                                               |                                               |                                                    |                                                    |                                                    |                                                    |                                                    |                                                    |                                                  |                                                  |                                                  |                                                  |                                                  |                                                  |                                                  |                                                  |                                                  |                                                  |  |  |                                                                          |                                                                          |                                                                          |                                                                          |                                                                          |                                                                          |                                              |                                              |                                              |                                              |                                              |                                              |                                      |                                      |                                      |                                      |                                                       |                                                       |                                                       |                                                       |                                                       |                                                       |                                             |                                             |                                             |                                             |  |  |  |  |  |  |  |  |  |  |  |  |  |  |  |  |  |  |  |  |  |  |  |  |  |  |  |  |  |  |  |  |  |  |  |  |  |  |  |  |  |  |  |  |  |  |  |  |
|                                                |                                                |                                                |                                                | Albert Victor van Clarence (1864-1892)         | Albert Victor van Clarence (1864-1892)         | Albert Victor van Clarence (1864-1892)        | Albert Victor van Clarence (1864-1892)        | Albert Victor van Clarence (1864-1892)        | Albert Victor van Clarence (1864-1892)        |                                                    |                                                    | George V van het Verenigd Koninkrijk (1865-1936)   | George V van het Verenigd Koninkrijk (1865-1936)   | George V van het Verenigd Koninkrijk (1865-1936)   | George V van het Verenigd Koninkrijk (1865-1936)   | George V van het Verenigd Koninkrijk (1865-1936) | George V van het Verenigd Koninkrijk (1865-1936) |                                                  |                                                  | Louise van Saksen-Coburg en Gotha (1867-1931)    | Louise van Saksen-Coburg en Gotha (1867-1931)    | Louise van Saksen-Coburg en Gotha (1867-1931)    | Louise van Saksen-Coburg en Gotha (1867-1931)    | Louise van Saksen-Coburg en Gotha (1867-1931)    | Louise van Saksen-Coburg en Gotha (1867-1931)    |  |  | Victoria Alexandra van Saksen-Coburg en Gotha (1868-1935)                | Victoria Alexandra van Saksen-Coburg en Gotha (1868-1935)                | Victoria Alexandra van Saksen-Coburg en Gotha (1868-1935)                | Victoria Alexandra van Saksen-Coburg en Gotha (1868-1935)                | Victoria Alexandra van Saksen-Coburg en Gotha (1868-1935)                | Victoria Alexandra van Saksen-Coburg en Gotha (1868-1935)                |                                              |                                              | Maud van Wales (1869-1938)                   | Maud van Wales (1869-1938)                   | Maud van Wales (1869-1938)                   | Maud van Wales (1869-1938)                   | Maud van Wales (1869-1938)           | Maud van Wales (1869-1938)           |                                      |                                      | Alexander John van Saksen-Coburg en Gotha (1871-1871) | Alexander John van Saksen-Coburg en Gotha (1871-1871) | Alexander John van Saksen-Coburg en Gotha (1871-1871) | Alexander John van Saksen-Coburg en Gotha (1871-1871) | Alexander John van Saksen-Coburg en Gotha (1871-1871) | Alexander John van Saksen-Coburg en Gotha (1871-1871) |                                             |                                             |                                             |                                             |  |  |  |  |  |  |  |  |  |  |  |  |  |  |  |  |  |  |  |  |  |  |  |  |  |  |  |  |  |  |  |  |  |  |  |  |  |  |  |  |  |  |  |  |  |  |  |  |

Frederik Karel van Pruisen · Frederik III van Pruisen · Eberhard Herwarth von Bittenfeld · Karl Friedrich von Steinmetz · Helmuth von Moltke · Albert van Saksen · Albrecht von Roon · Edwin von Manteuffel · Leonhard von Blumenthal · George van Saksen · Albert van Pruisen · Albrecht van Oostenrijk · Frans Jozef I van Oostenrijk · Alfred von Waldersee · Gottlieb von Haeseler · Wilhelm von Hahnke · Walter von Loë · Arthur van Connaught en Strathearn · Carol I van Roemenië · Max von Bock und Pollach · Alfred von Schlieffen · Colmar von der Goltz · George V van het Verenigd Koninkrijk · Frederik August III van Saksen · Constantijn I van Griekenland · Paul von Hindenburg · Karl von Bülow · Frederik van Oostenrijk · August von Mackensen · Lodewijk III van Beieren · Willem II van Württemberg · Rupprecht van Beieren · Leopold van Beieren · Albrecht van Württemberg · Ferdinand I van Bulgarije · Mehmed V van het Ottomaanse Rijk · Franz Conrad von Hötzendorf · Karel I van Oostenrijk · Hermann von Eichhorn · Remus von Woyrsch · August van Württemberg
- Bibsys: 90640442
- Biblioteca Nacional de España: XX982936
- Bibliothèque nationale de France: cb119925655 (data)
- Gemeinsame Normdatei: 118690469
- International Standard Name Identifier: 0000 0003 8336 5509
- KulturNav: 3d2a1ecd-6068-49e4-b2b7-8f8027c9c75a
- Library of Congress Control Number: n80139232
- Nationale Bibliotheek van Letland: 000180331
- MusicBrainz: 61fa34e7-b983-4592-bac4-dafd05da1a0e
- National Archives and Records Administration: 10568373
- Bibliotheek van het Japanse parlement: 01233272
- Nationale Bibliotheek van Tsjechië: xx0082172
- Nationale bibliotheek van Australië: 36288118
- Nationale Bibliotheek van Israël: 987007261639605171
- Nationale Bibliotheek van Polen: a0000001745921
- Nederlandse Thesaurus van Auteursnamen: 069654670
- Istituto Centrale per il Catalogo Unico: IEIV065566
- LIBRIS: 316381
- SNAC: w6377drn
- Système universitaire de documentation: 079726119
- Museum of New Zealand Te Papa Tongarewa: 33580
- Trove: 1242291
- Virtual International Authority File: 268389473
- WorldCat: E39PBJmHKcCfJ9GycW8KTmqJDq